# Bodotria dispar
Bodotria dispar är en kräftdjursart som beskrevs av Hiroshi Harada 1967. Bodotria dispar ingår i släktet Bodotria och familjen Bodotriidae. Inga underarter finns listade i Catalogue of Life.